# C/2020 F3 (NEOWISE) üstökös
C/2020 F3 (NEOWISE) vagy NEOWISE üstökös, egy hosszú periódusú szabad szemes üstökös volt, mely közel parabolikus pályán kering. 2020.március 27-én fedezték fel a NASA NEOWISE (Near Earth Objects-Wide-field Infrared Survey Exploler) programjának keretében. Napközelben 2020.július 3-án volt 0.29 csillagászati egységnyire, fényessége 0,5 magnitúdó körül mozgott. Az üstökös egész július folyamán látható volt, a Földhöz legközelebb július 23-án volt 0,69 csillagászati egység távolságra.

## Története és megfigyelések
Az üstököst egy csillagászokból álló csapat fedezte fel a WISE űrtávcsővel a NEOWISE program keretében, 2020. március 27-én. Március 31-én üstökösnek minősítették, április 1-jén pedig a C/2020 F3 NEOWISE névre keresztelték.
A NEOWISE üstökös legközelebb a Naphoz 2020. július 3-án volt, 0,29 csillagászati egység (kb.43 millió km) távolságra. Ez az áthaladás az üstökös keringési periódusát körülbelül 4400 évről 6700 évre növelte A Földhöz legközelebb 2020. július 23-án, UTC-szerint 01:09-kor került, 0,69  csillagászati egység (kb.103 millió km) távolságra, miközben az Nagy medve csillagképben volt található.
Július elején az üstökös látható volt a reggeli égen, közvetlenül az északkeleti horizont felett és Capella alatt. A Földről nézve az üstökös kevesebb mint 20 fokra volt a Naptól 2020. június 11. és július 9 között. 2020. június 10-én az üstökös elveszett a Nap koronájában, a látszólagos fényessége 7 magnitúdó volt, ekkor 0,7 csillagászati egység (100 millió km) távolságra volt a Naptól és 1,6 csillagászati egység (240 millió km) távolságra a Földtől. Amikor az üstökös 2020. június 22-én belépett az SOHO űrszonda LASCO C3 műszerének látómezőjébe, az üstökös körülbelül 3 magnitúdó fényességűre erősödött, ekkor 0,4 csillagászati egység (60 millió km; 37 millió mérföld) távolságra volt a Naptól és 1,4 csillagászati egység (210 millió km) távolságra a Földtől.
Július elejére a NEOWISE üstökös fényessége 1 magnitúdóra erősödött , messze meghaladva a 2020-ban érdekesnek remélt korábbi üstökösök, a C/2020 F8 (SWAN) és a C/2019 Y4 (ATLAS) fényerejét. Júliusra egy ioncsóvája is kialakult. Az első csóva kék színű, és a magtól majdnem 70 °-os szöget zárt be. A csóvában piros elválasztás is volt, amelyet nagy mennyiségű nátrium okozott, és majdnem 1 ° fokra elnyúlt a központi ioncsóvától. A fő por
csóva enyhén arany színű, hasonló, mint a Hale–Bopp üstökös csóvája. Ez a kombináció hasonlít a C/2011 L4 (PANSTARRS) üstökösére. Az üstökös fényesebb, mint a C/2011 L4 (PANSTARRS), de nem olyan fényes, mint Hale–Bopp volt 1997-ben. A Brit Csillagászati Egyesület adatai szerint az üstökös június elején körülbelül 8-as magnitúdóról −2-re fényesedett július elejére. Ez fényesebbé tenné, mint amilyen a Hale–Bopp volt. Mivel azonban nagyon közel volt a Naphoz, 0 vagy +1 magnitúdó fényességre számítottak, és csak néhány napig maradt ilyen fényes. A perihélium után az üstökös kezdett halványulni, a mag aktivitása július közepe után enyhült, zöld gázkómája egy ideig jól látható volt távcsővel, szabad szemmel pedig mint egy zöld "csillag".
2020. július 13-án a Planetary Science Institute Input/Output létesítményében megerősítették a nátriumcsóva létét. A nátriumcsóvát csak nagyon fényes üstökösöknél figyeltek meg, mint például a  Hale-Bopp és C/2012 S1 (ISON) esetében.
Az infravörös vizsgálatok alapján az üstökösmag átmérője becslések szerint körülbelül 5 km (3 mérföld). A mag mérete hasonló a Hyakutake üstököshöz és sok rövid ideig tartó üstököshöz, mint például a 2P/Encke, 7P/Pons-Winnecke, 8P/Tuttle, 14P/Wolf és 19P Borrelly. Később, 2020 júliusában, más megfigyelésekről is beszámoltak, beleértve a kómamorfológiával és a spektrográfiai emisszióval kapcsolatosakat is. 2020. július 31-én OH-emisszió erős detektálását figyelték meg az Arecibo Obszervatórium rádióspektroszkópos vizsgálataiban. 2020. augusztus 14-én az üstökös forgási periódusát 7,58 +/- 0,03 órára becsülték.

## Galéria

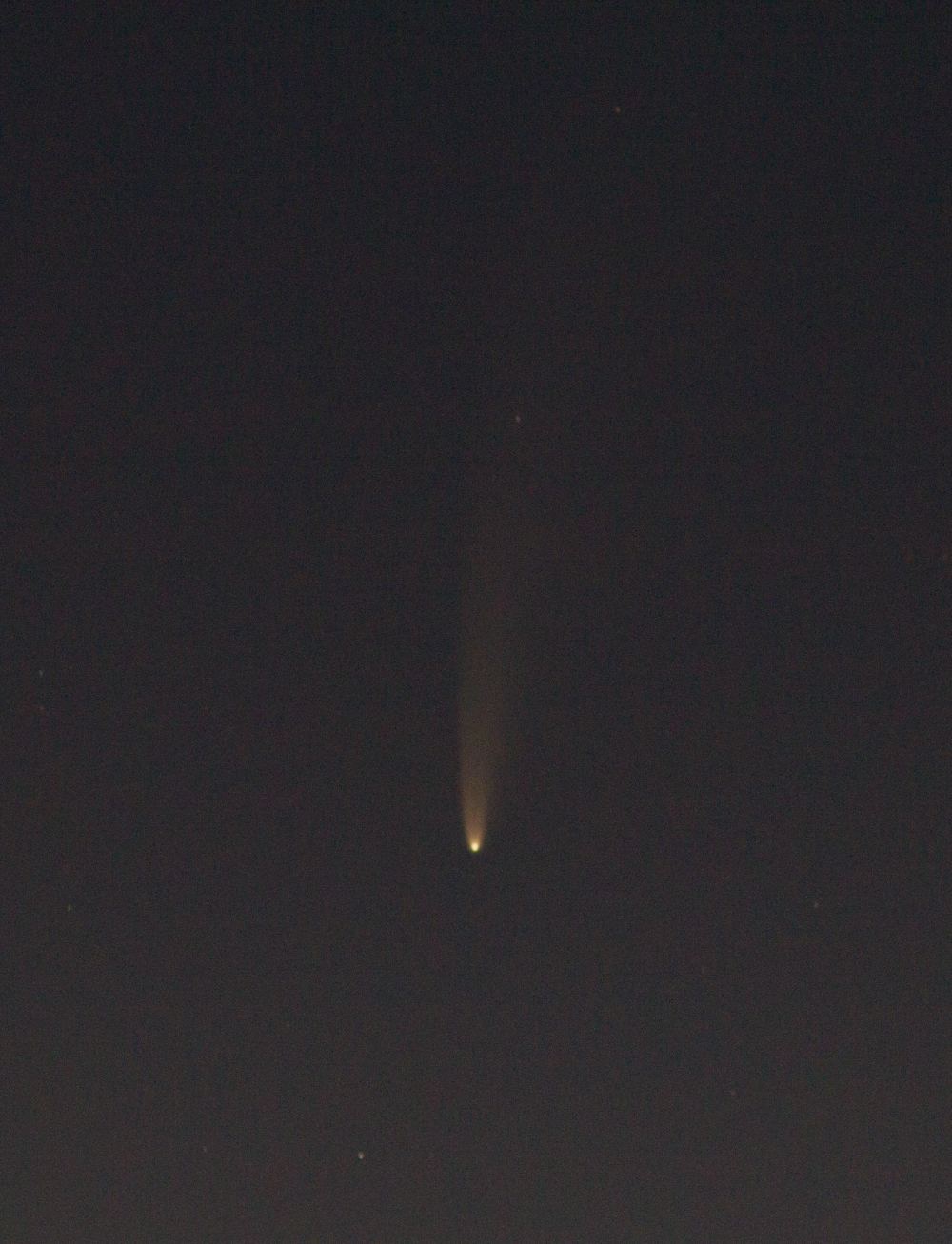
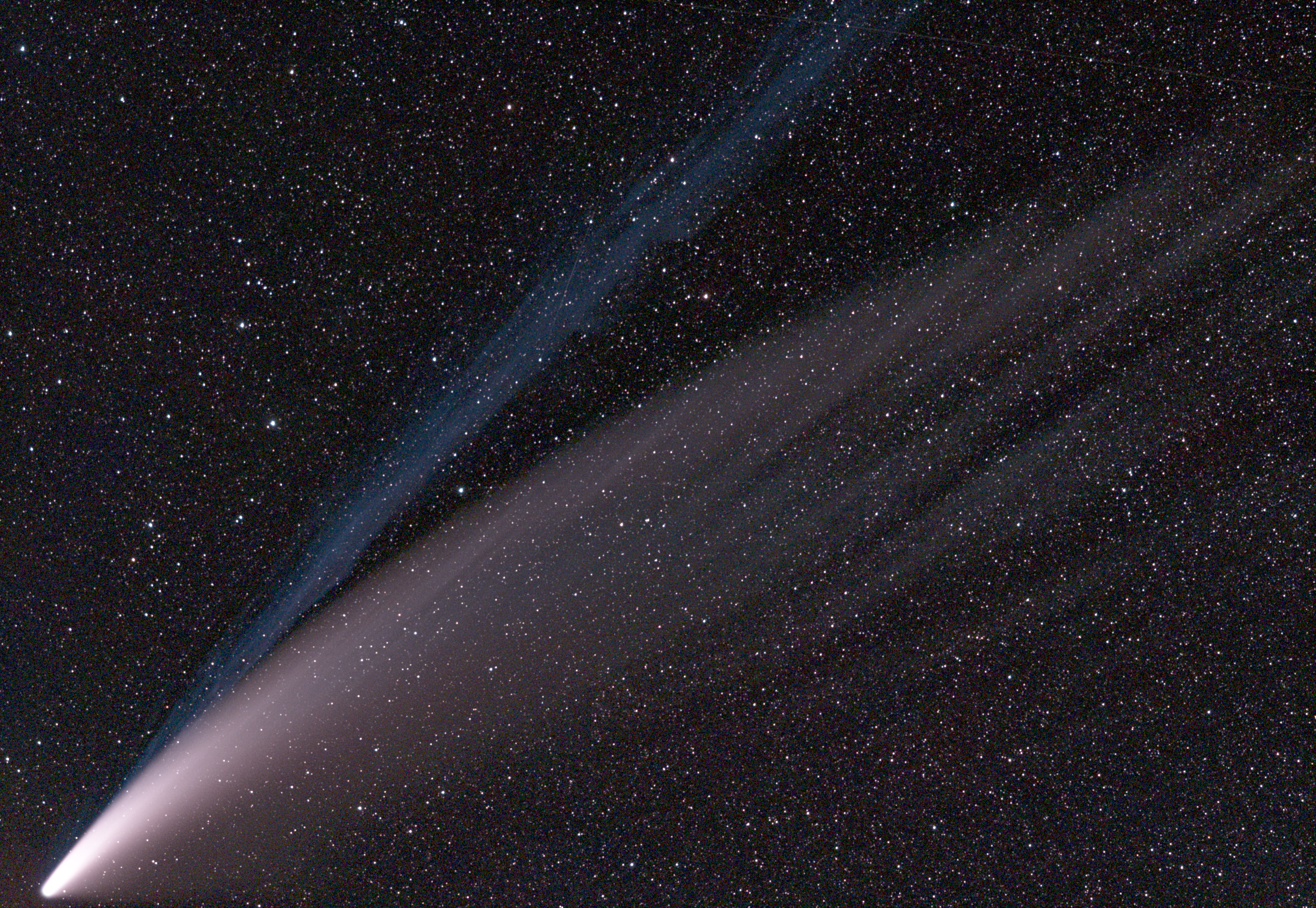
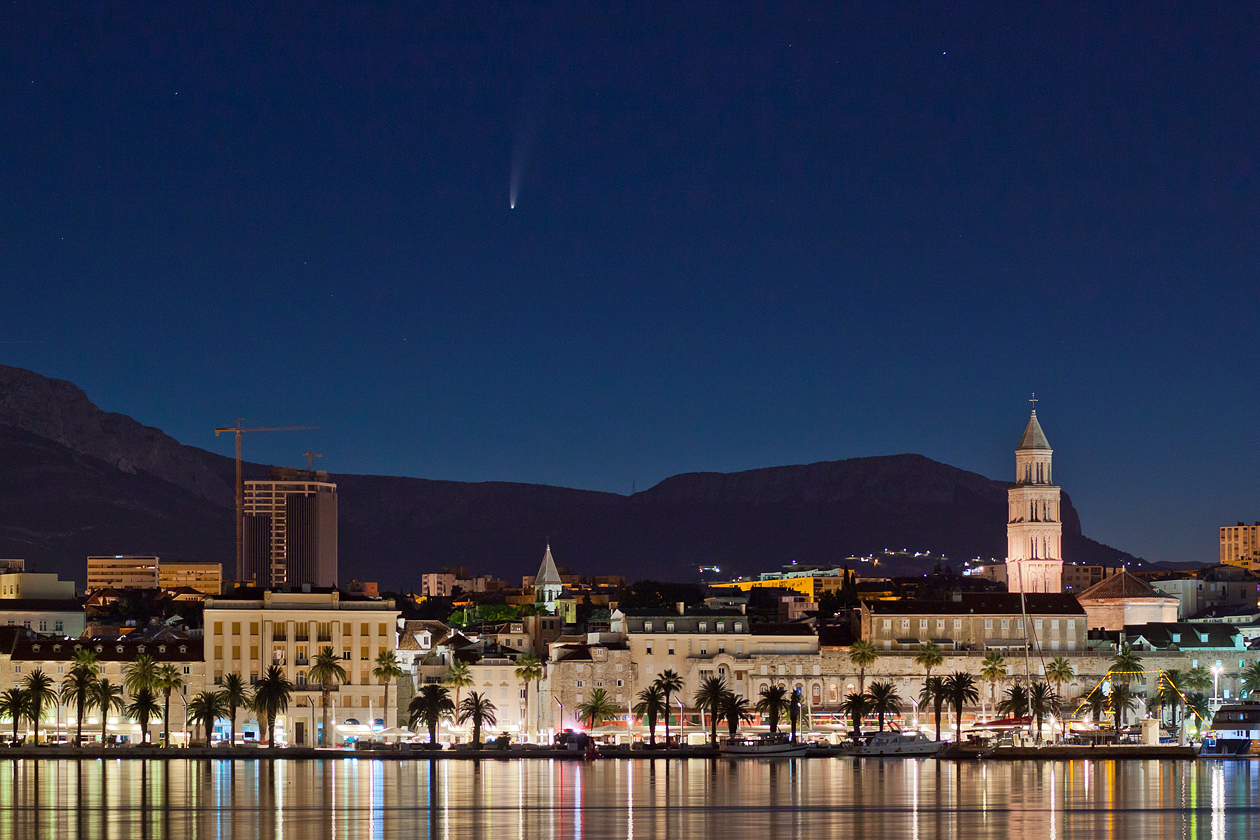
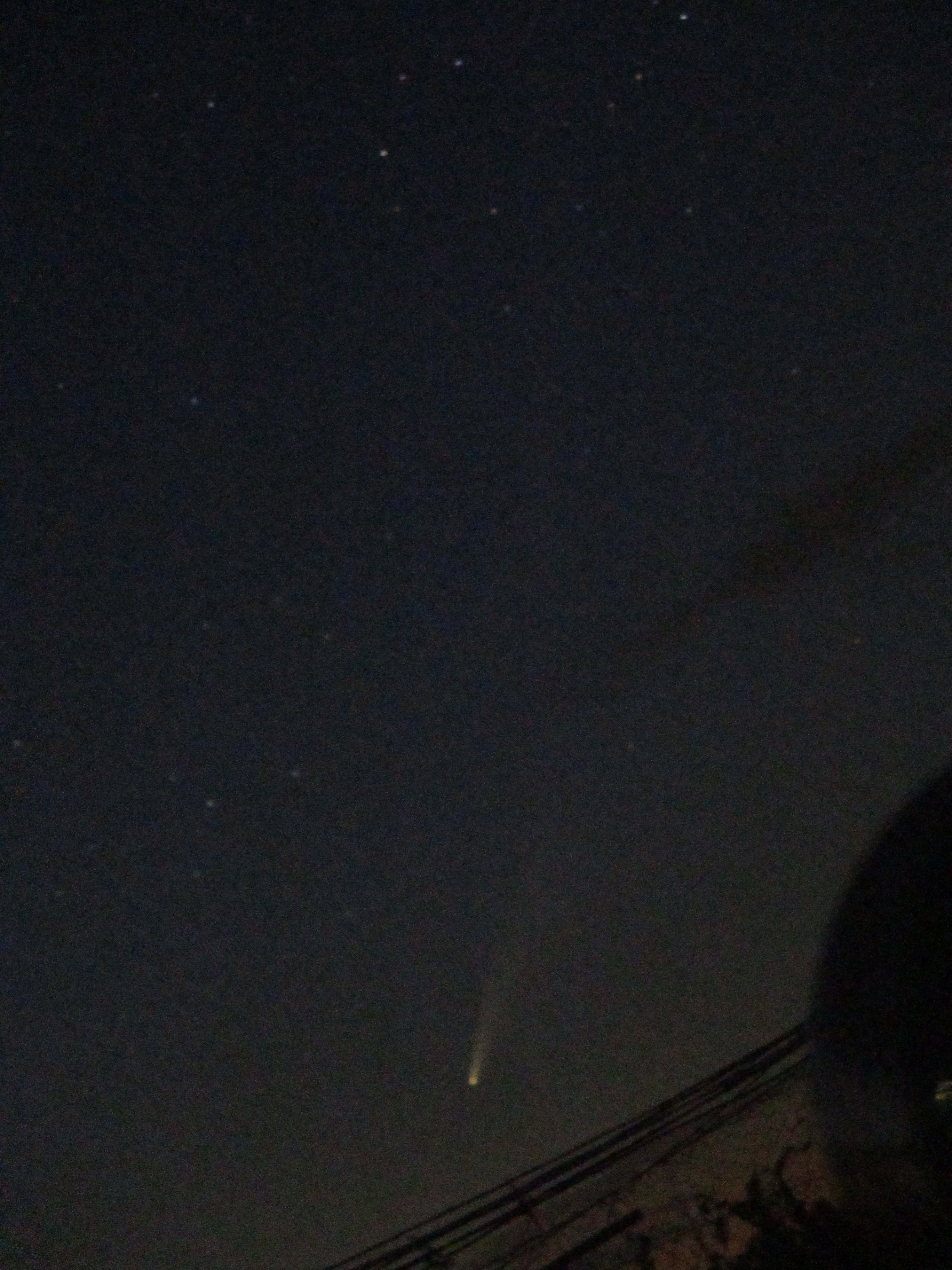

## Fordítás
- Ez a szócikk részben vagy egészben a C/2020 F3 (NEOWISE) angol wikipédia szócikk fordításán alapul. Az eredeti szócikk szerzőit annak laptörténete sorolja fel.